# Джек Нашер
Джек Нашер (Jack Nasher Awakemian, 1 червня 1979) — німецький письменник, радник з переговорів і професор Мюнхенської бізнес-школи.

## Походження і освіта
Батько Джека Нашера був хірургом сирійсько-вірменсько-американського походження. Матір, доктор внутрішньої медицини і письменниця, мала німецько-афганське коріння.
Джек навчався в Німеччині, Франції та Сполучених штатах Америки, отримав ступінь магістра філософії і психології в Трірському університеті. Він закінчив юридичний факультет Франкфуртського університету, отримав ступінь магістра в галузі менеджменту в Оксфордському університеті, був науковим співробітником Holywell Manor, Оксфорд. Також Джек Нашер отримав докторський ступінь з філософії у Віденському університеті. Закінчував Нашер свою юридичну підготовку в Європейському суді, Європейському парламенті та в юридичній фірмі Skadden, Arps, Slate, Meagher & Flom. Був учасником німецької місії в Організації Об'єднаних Націй у Нью-Йорку.

## Викладання
Нашер розпочав свою викладацьку роботу як репетитор в Оксфордському університеті, де він також проводив співбесіди для майбутніх студентів, після цього його призначили професором лідерства та організації в Мюнхенській бізнес-школі у 2010 році. На той час він був наймолодшим професором у Баварії.

## Публікації та письменницька кар'єра
Нашер публіковався в Німеччині, Австрії, Швейцарії, Польщі, Чехії, Кореї, Росії, Тайвані та Китаї. Декілька його книг стали бестселлерами в Німеччині. Роботи Джека Нашера публікуються в німецьких журналах ZEIT, Handelsblatt, Süddeutsche Zeitung та Focus. Перший бестселер Нашера, Бачити наскрізь (2010),  описує інструменти виявлення обману, а Викриття (2015) розповідає про методи переговорів в корпоративному контексті. В книзі Домовились!  (2013) Нашер зосередився на техніці переговорів. Домовились! стала однією з найкращих ділових книг року у Німеччині та була визнана однією з найкращих кар'єрних книг року.

## Нагороди
- В 2016 році Джек Нашер отримав Золоту медаль за роботу на Міжнародній конференції з прикладної психології в Коломбо, Шрі-Ланка[13]
- Чден Товариства особистості та соціальної психології
- Член Ассоциації бізнес-психологів

## Цікаві факти
Нашер пожертвував гонорар від публикації книги «Відкрите суспільство Карла Поппера» («Die Staatstheorie Karl Poppers») некомерцій неурядовій організації Human Rights Watch.
Джек Нашер регулярно виступає в The Magic Castle в Голлівуді, також був учасником німецького телешоу Наступний Урі Хеллер.

## Появи на телебаченні
- MDR Hier ab Vier 17 квітня 2010 року[16]
- ZDF-Mittagsmagazin 2 червня 2010 року[17]
- SWR-Nachtcafé 24 вересня 2010 року[18] і 1 лютого 2011 року[19]
- WDR-Talkshow westart 3 квітня 2011 року[20]
- TV Total (Pro7): 29 березня 2011 року[21] і 7 березня 2013 року[22]
- WDR Kölner Treff 13 квітня 2011 року[23]
- ARD Einsplus 6 листопада 2011 року[24]
- RTL Ранкове шоу 14 лютого 2013 року[25]
- ARTE x: enius 1 березня 2013 року[26]
- Abendschau BR 14 лютого 2013 року[27]
- SWR- Люди 3 червня 2013 року[28]
- Stern TV на RTL 31 липня 2013 року[29]
- Червоний диван NDR 8 серпня 2013 року[30]